# テレジア (小惑星)
テレジア (295 Theresia) は小惑星帯にある小惑星の一つ。
1890年8月17日にウィーンでヨハン・パリサによって発見された。フランツ1世の皇后で事実上の女帝だったマリア・テレジアにちなんで名付けられたのではないかと考えられている。